# Fenêtre des Tauern

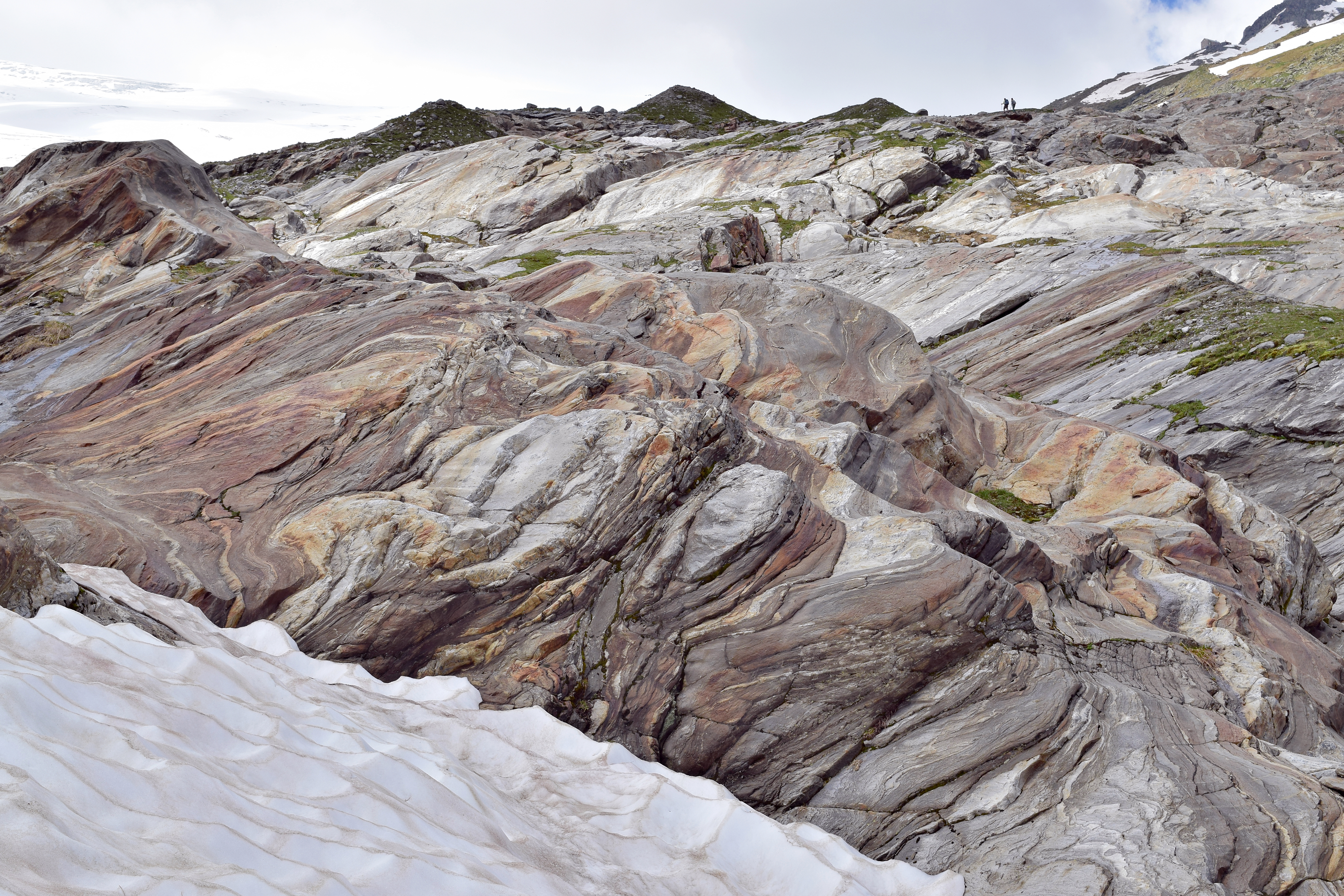
Le parc national des Hohe Tauern en Autriche.

La fenêtre des Tauern est une fenêtre tectonique des Alpes orientales, située à cheval sur les territoires de l'Autriche et de l'Italie, mettant au jour les nappes penniques, structuralement situées sous les nappes austroalpines. Ses dimensions de 170 km de long pour 30 km de large en font la plus grande fenêtre tectonique des Alpes orientales et la seule zone de cette région où la plaque eurasienne se retrouve à l'affleurement (les Alpes orientales étant exclusivement constituées d'éléments de la plaque apulienne).